# Myagrus vinosus
Myagrus vinosus là một loài bọ cánh cứng trong họ Cerambycidae.